# Starkillers
Starkillers, nombre artístico de Nick Terranova (Los Ángeles, California; 21 de diciembre de 1977), es un DJ y productor estadounidense de música electrónica. En el periodo 2011-2013, hizo producciones a dúo con el DJ y productor Dmitry KO.

## Biografía y carrera
Terranova empezó su carrera en el año 2000, y fue nominado en 2012 a los IDMA Awards en la categoría "Mejor canción progresiva" la cual recayó en "Pressure" (con Nadia Ali y Alex Kenji). El vídeo ganó más de 7 millones de visitas en YouTube.
Él fundó el sello discográfico Terratraxx, en 2002.
Otro de sus singles exitosos que fue altamente votado en las listas nacionales de música, fue "Discotecka" que alcanzó el puesto 54 en la lista de los Países Bajos. 
Ha trabajado con varios sellos discográficos, en los que se destacan Spinnin' Records, Ultra Music, Sneakerz MUZIK y Dim Mak, sello de Steve Aoki.

## Sencillos
2006:
- Starkillers - Discoteka [ Spinnin' Records ]

2007:
- Starkillers - Scream [ Spinnin' Records ]
- Starkillers - Big Bass [ Spinnin' Records ]

2008:
- Starkillers - Killer [ Tiger Records ]

2009:
- Starkillers - Able & Uneasy (The Real / Unreal Mix) [ TerraTraxx Recordings ]
- Austin Leeds & Starkillers - All The Way (feat. Betsie Larkin) [ Ultra Music ]

2010:
- Starkillers - Bitch Ass Trick [ Nervous Records ]
- Starkillers - Cantina [ Spinnin' Records ]
- Starkillers & Monojack - Fuck Shit Up [ Nervous Records ]
- Starkillers, Pimp Rockers, Tom Hangs & Marco Machiavelli - Insomnia [ Spinnin' Records ]
- Starkillers - Nervous Tools EP [ Nervous Records ]
  - Flow 2
  - Flow 3
  - To The Top
- Starkillers & Alex Sayz - Harem [ Nervous Records ]
- Starkillers & Dmitry KO - Big Disco [ Spinnin' Records ]
- Starkillers, Dmitry KO & SmashBOX - Odessa [ Spinnin' Records / DOORN Records ]

2011:
- Starkillers, Matan Caspi & Eddy Good - Choose A Name [ Spinnin' Records ]
- Nadia Ali, Starkillers & Alex Kenji - Pressure [ Spinnin' Records ]
- Starkillers, David Solano & Dmitry KO - Bottle Pop [ Spinnin' Records ]
- Starkillers & Dmitry KO - Beat The Bass [ Sneakerz ]
- Starkillers & Dmitry KO - Unbelievable [ Spinnin' Records ]
- Starkillers & Dmitry KO - Do U Love [ Hysteria ]
- Starkillers - Take Over [ Spinnin' Records ]
- Starkillers & Nadia Ali - Keep It Coming [ Spinnin' Records ]

2012:
- Starkillers & Dmitry KO - Don't Hold Back [ Spinnin' Records ]
- Starkillers & Dmitry KO - Light It Up [ Diffused Music ]
- Starkillers, Dmitry KO & Richard Beynon - Keep Pushing [ Spinnin' Records ]
- Starkillers - Shut It Down (feat. Natalie Peris) [ Azuli Records ]
- Starkillers & Richard Beynon - What Does Tomorrow Bring (feat. Natalie Peris) [ Next Plateau ]
- Starkillers & DJ BL3ND - Xception [ Spinnin' Records ]

2013:
- Starkillers, Dmitry KO & Amba Shepherd - Let The Love [ Spinnin' Records ]
- Starkillers, Richard Beynon & Kai - Rampage [ Spinnin' Records ]
- Starkillers - Ride [ Spinnin' Records / DOORN Records ]
- Starkillers & Inpetto - Game Over [ Spinnin' Records ]

2014:
- Starkillers & Tony Junior - Total Destruction [ Dim Mak Records ]
- Starkillers & Black Boots - Sweet Surrender [ Ultra Music ]
- Starkillers - Silence (feat. Alicia Madison) [ Brawla Records ]
- Starkillers - Bang Ya Head [ Big & Dirty ]
- Dmitry KO & Starkillers - Where U At [ Brawla Records ]

2015:
- Starkillers & Dmitry KO - Sriracha [ Size Records ]
- Starkillers - It's Love (feat. Proud) [ Ultra Music ]
- Starkillers - Just the Tip [ Brawla Records ]
- Starkillers & Baggi Begovic - 365 (Roaches) [ Brawla Records ]
- Starkillers & Baggi Begovic - Rattle The Stars [ Brawla Records ]

2017:
- Starkillers & Armanda Pena - Stand Up [ Symphonic Distribution ]

2019:
- Starkillers & Andrea Godin - The Horn Gods [ Self-Release ]
- Starkillers & Andrea Godin - Do You Want A Bag [ Self-Release ]

2020:
- Starkillers & Andrea Godin - Sex Love Soul EP [ Self-Release ]
  - I Want You Sex
  - I Want You Love
  - I Want You Soul
- Starkillers & Andrea Godin - Runnin [ Self-Release ]
- Starkillers & Andrea Godin - I Think I Like You [ Self-Release ]
- Starkillers & Andrea Godin - On The Rocks [ Red Cartel ]
- Starkillers & Andrea Godin - Time & Lovin [ Scarlet Cartels ]
- Starkillers & Andrea Godin - 801 [ TerraTraxx Recordings ]

2021:
- Starkillers & Andrea Godin - Die Bod [ TerraTraxx Recordings ]
- Starkillers & Andrea Godin - El Pescador [ Scarlet Cartels ]
- Starkillers - Mentalism EP [ Self-Release ]
  - One Lve (con Anahita Skye)
  - Panty Dropper (con Andrea Godin)
  - El Jefe (con Andrea Godin)

2022:
- Starkillers & Andrea Godin - Your Love [ Scarlet Cartels ]
- Starkillers & Andrea Godin - Wherever You Go [ Scarlet Cartels ]
- Starkillers & Andrea Godin - Alarma [ Scarlet Cartels ]
- Starkillers & Andrea Godin - Lick My Hoover [ Scarlet Cartels ]

<Galería de fotos>
https://www.residentadvisor.net/images/profiles/starkillers.jpg  |Nick Terranova, mejor conocido Starkillers.